# Onciale 0107
- Papyrus
- Onciale
- Minuscules
- Lectionnaire

Le Codex 0107, portant le numéro de référence 0107 (Gregory-Aland), ε 41 (Soden), est un manuscrit du Nouveau Testament sur parchemin écrit en écriture grecque onciale.

## Description
Le codex se compose de 6 folios. Il est écrit en deux colonnes, de 23 lignes par colonne. Les dimensions du manuscrit sont 27 x 21 cm. Les experts datent ce manuscrit du VIIe siècle,. 
Il contient les Sections d'Ammonian, canons de concordances. 
Contenu
C'est un manuscrit contenant le texte incomplet de l'Évangile selon Matthieu (22,16-23,14) et Évangile selon Marc (4,24-35; 5,14-23). 
Texte
Le texte du codex représente un texte mixte. Kurt Aland le classe en Catégorie III. 
Le manuscrit a été examiné par Constantin von Tischendorf et Kurt Treu.
Lieu de conservation
Le codex est conservé à la Bibliothèque nationale russe (Gr. 11) à Saint-Pétersbourg .